# 메이토우나오와 부가오싱
메이토우나오와 부가오싱은 1962년에 중화인민공화국에서 상하이 미술 영화 스튜디오와 상하이 필름 아카데미가 공동 제작한 단편 애니메이션이다. 이 애니메이션은 2005년에 장편 애니메이션으로 방영된 적 있다.

## 줄거리
주인공인 어린 소년 두 명이 있었다. 키가 작고 무엇이든 잘 잊어버리는 메이토우나오와, 키가 크고 불만이 많은 부가오싱은 다른 사람들이 이 두 사람에 대한 지적을 받고 싶지 않아 잠깐동안 어른이 되었다. 메이토우나오는 건축가가 되어 999층 건물을 지었지만, 엘리베이터가 없어 관람객들이 공연을 볼 때까지 1개월이 넘었다. 또한 부가오싱은 999층 건물에서 공연되는 무송을 바탕으로 한 연극에서 호랑이 역을 맡게 되었다. 하지만 부가오싱은 호랑이 역을 맡은 것이 마음에 들지 않아 무송과 직접적으로 싸우려고 덤벼들었다. 이것 때문에 무대에서 싸움이 오랫동안 지속되어 관객 간에서 혼란이 발생했다. 그 다음 메이토우나오와 부가오싱이 건물에서 빠져나오려고 계단에서 미끄러진 결과로 팔이 부러지고 등이 저려와 둘이 다시 본래의 모습으로 되돌아갔다.